# Ludwig von dem Bruch
Ludwig von dem Bruch (* 30. Mai 1869 in Brünn, Markgrafschaft Mähren; † 13. September 1943 in Prag, Protektorat Böhmen und Mähren) war ein österreichischer Opernsänger.

## Leben und Wirken
Nach dem Schulbesuch nahm er eine Gesangsausbildung auf. Seinen ersten Auftritt als Operntenor hatte er in seiner Heimatstadt. Dem folgten Engagement in Hannover, Dresden, Leipzig, Wien und von 1915 bis 1931 in Prag. Er trat u. a. auf in „Die Fledermaus“ und „Der Vogelhändler“.